# Feuille de modèle
Un model sheet ou feuille de modèle, également appelé character sheet quand il s'agit de personnage, est une feuille représentant sous différents angles et dans différentes position, les couleurs utilisées, ainsi que différentes annotations d'un modèle à animer d'un dessin animé. Il sert de référence pour les différentes étapes de la conception d'un dessin animé.
Cette feuille est utilisée dans l'animation traditionnelle 2D image par image, que ce soit sur papier ou numérique, mais également dans l'animation numérique 3D.